# Draco Racing
Draco Racing es un equipo de automovilismo con base en Italia que participa en la World Series by Renault con el nombre de International Draco Racing con sede en  Cheste.

## Fórmula Opel Lotus/Euroseries
Draco fue fundada en 1989 por Adriano y Nadia Morini, comienza disputando ese año la Fórmula Opel Lotus Euroseries logrando obtener 5 victorias y 12 pole position quedando terceros al final del campeonato, en esa oportunidad sus pilotos fueron Eduar Mery Neto y Paolo De Cristofaro. Luego de un año de crecimiento el equipo se corona campeón de la Fórmula Opel Lotus con el piloto brasileño Rubens Barrichello y José Luis de Palma luego de conseguir 10 victorias y 11 pole position. En 1991 repiten su triunfo en la categoría esta vez con Pedro Lamy. Para 1992 lograron el subcampeonato con el brasileño Gualter Salles. 
En 1993 llega el tercer título de campeón para Draco gracias a Patrick Crinelli renovando el título en 1994 con el piloto Marco Campos. El equipo se mantiene en la Fórmula Opel hasta la temporada de 1996.

## Fórmula 3000
A la par de la temporada 1995 de Fórmula Opel, Draco decide crear un equipo para disputar la Fórmula 3000, solo compitiendo con el piloto Marco Campos, en. Un año después ficha a los pilotos Ricardo Zonta y Esteban Tuero quienes logran dejar al equipo en el tercer puesto del campeonato. En 1999 deciden retirarse de Fórmula 3000 y pasar a la F3000 italiana en 2000 donde se mantendrían hasta 2005, en 2001 contaron con el piloto brasileño hoy de Fórmula 1 Felipe Massa quien lograría 6 victorias. En esta etapa se harían con los campeonatos de escuderías de 2001, 2003, 2004 y 2005.

## World Series by Renault
Un nuevo cambio de categoría realiza Draco Racing cuando decide participar en la categoría World Series by Renault en 2005, con los pilotos Markus Winkelhock y Christian Montanari llevando al subcampeonato de constructores a Draco Multiracing USA. En 2006 contratan al piloto venezolano Pastor Maldonado y al serbio Miloš Pavlović, el primero de ellos logró 4 victorias pero una de ellas fue anulada por un tribunal dejando al equipo con 3 victorias y un total de 132 puntos quedando nuevamente en el segundo lugar de constructores. Para la temporada 2007 renovó con el piloto Pavlovic y contrató a Álvaro Barba. En 2011 terminan penúltimos en el campeonato de escuderías, con 26 puntos totales.